# Joni Sledge
Joni Sledge, née le 13 septembre 1956 à Philadelphie en Pennsylvanie, et morte le 10 mars 2017 à Phoenix  en Arizona, est une chanteuse.

## Biographie
Joni Sledge naît le 13 septembre 1956 à Philadelphie en Pennsylvanie. Ses parents sont acteurs et chanteurs à Broadway.
Au début des années 1970 elle forme le groupe Sister Sledge avec ses sœurs Debbie et Kim.
Une des quatre chanteuses du groupe, elle est l’une des interprètes de We Are Family
En 2009 elle sort un album solo.
Joni Sledge meurt le 10 mars 2017 à Phoenix en Arizona. La chanteuse avait 60 ans. Joni a été retrouvée morte par une amie à son domicile le 11 mars 2017 à Phoenix, en Arizona. Sa mort a été attribuée à l'origine à des circonstances inconnues car elle n'avait aucune maladie connue, selon des sources familiales proches. Le 14 mars 2017, la cause du décès de Sledge a été jugée « causes naturelles » liées à une maladie préexistante. 